# Лазарев Євген Миколайович
Євген Миколайович Ла́зарев (рос. Евгений Николаевич Лазарев; 31 березня 1937 Мінськ, БРСР, СРСР — 18 листопада 2016, селище Новий, Московська область, Росія) — радянський, російський та американський актор театру і кіно, Народний артист РРФСР. Театральний режисер і педагог, професор Школи кіномистецтв Університету Південної Каліфорнії.

## Життєпис
Євген Лазарєв народився в Мінську. Рано залишився без батька. Під час війни пережив в Мінську німецьку окупацію.
У 1959 році закінчив Школу-студію МХАТ (курс Віктора Станіцина). Разом з Євгеном Лазарєвим на курсі школи-студії навчалися Олександр Лазарєв, Анатолій Ромашин, Тетяна Лаврова, Альберт Філозов, В'ячеслав Невинний й інші згодом відомі актори.
З 1959 року — актор Ризького театру російської драми, з 1961 року — актор академічного театру ім. В. Маяковського.
У 1984 році Євген Лазарєв стає головним режисером Театру на Малій Бронній, незабаром переходить до Театру імені Моссовєта.
У 1990-ті роки Євген Лазарєв переїжджає до США, жив і працював у Лос-Анджелесі. Багато знімався в американському кіно і серіалах, викладав в університетах і театральних школах США, ставив спектаклі. З 2009 року як професор викладав режисерський курс в Школі кіномистецтв Університету Південної Каліфорнії. Член Американської гільдії акторів.
Вдова — акторка Анна Андріївна Обручева (нар. 1938), син — актор театру Російської армії Микола Лазарєв (нар. 1970).
Помер 18 листопада 2016 року в Центральному військовому госпіталі імені Вишневського в Московській області. Причиною смерті стала зупинка серця. Похорон відбувся в сімейному склепі на Ніколо-Архангельському кладовищі.

## Фільмографія
- 1959: «Василь Суриков» — Василь Суриков
- 1961: «Довгий день» — Петро
- 1961: «Чортова дюжина» — пасажир
- 1963: «Тиша» — Аркадій Уваров
- 1969: «Злочин і кара» — Зосімов
- 1971-72: «День за днем» — Борис
- 1972: «Бій після перемоги» — зрадник-латиш
- 1973: «Сімнадцять миттєвостей весни» — Ємельянов, розвідник
- 1975: «Трактирниця» — кавалер Ріпафратта
- 1976: «По вовчому сліду» — Григорій Котовський
- 1977: «Ходіння по муках» — князь Лобанов-Ростовський
- 1980: «Особливо важливе завдання» — Олександр Демченко
- 1980: «Одного разу двадцять років потому» — телеведучий
- 1980: «Атланти і каріатиди» — Максим Ефтихійович Карнач
- 1981: «Слідство ведуть ЗнаТоКі». Справа № 16 «З життя фруктів» — Володимир Тарасович Васькін, начальник цеху
- 1982: «Батьки і діди» — Микола
- 1982: «Приватне життя» — Віктор Сергійович Петелін
- 1982: «Через Гобі і Хінган» — Іванов
- 1983: «Біля небезпечної межі» — Саша Савченко
- 1983: «За синіми ночами» — Володя
- 1987: «У Криму не завжди літо» — Максиміліан Волошин
- 1988: «Шуліки здобутком не діляться»
- 1988: «Об'єктивні обставини»
- 1989: «Щасливчик» — Савелій Рудольфович
- 1990: «Футболіст» — Георгій Станіславович
- 1990: «Ворог народу — Бухарін» — Андрій Вишинський
- 1990: «Уроки наприкінці весни» — Петро Іванович Романюк, слідчий
- 1991: «Зустрінемося на Таїті» — «Безвухий»
- 1992: «Сталін» — Андрій Вишинський
- 1992: «Той, що біжить по льоду» — Микола Антонов
- 1997: «Святий» — Президент Росії Карпов
- 2001-02: «Убивча сила» — Альохін
- 2001: «Шпигунка» — доктор Крешник
- 2002: «Ціна страху» — генерал Дубінін
- 2002: «Швидка допомога» — Іво Гутер
- 2003: «Дюплекс» — сантехнік
- 2005: «Збройовий барон» — генерал Дмитро Волков
- 2005: «Турецький гамбіт» — імператор Олександр II
- 2009: «Рожева пантера 2» — Папа Римський
- 2010: «Залізна людина 2» — Антон Ванко
- 2010: «Руслан» — бармен